# Palazzo Stoclet
Il Palazzo Stoclet (Palais Stoclet in francese; Stocletpaleis in neerlandese) è un palazzo progettato dall'architetto Josef Hoffmann, di cui è considerato il capolavoro, e costruito a Woluwe-Saint-Pierre, uno dei 19 comuni che fanno parte della Regione di Bruxelles-Capitale, tra il 1905 e il 1911 per il finanziere e mercante d'arte Adolphe Stoclet in Avenue de Tervueren/Tervurenlaan.
Grande importanza rivestono gli interni, quasi completamente decorati con materiali importati dall'Austria, che realizzano il sogno degli artisti della secessione viennese di una fusione tra arte e vita, resa possibile dalla professione del committente.
La sala da pranzo fu decorata da Gustav Klimt con un fregio musivo (L'albero della vita) in una fantasmagoria di colori. I nove disegni ideati da Klimt oggi si trovano nella collezione permanente del Museum für angewandte Kunst a Vienna. Anche la sala da bagno del Palazzo è disegnata nei minimi dettagli.

## Architettura
Lo studio planimetrico fa eco alla distribuzione della casa inglese, priva di vere gerarchie spaziali, e consente all'architetto di articolare lo spazio in vani di dimensioni differenti e prive di vincoli geometrici: troviamo stanze rettangolari come ottagonali, soffitti piani o a botte... Si tratta di scatole preziose indipendenti una dall'altra.
Hoffmann prosegue la sua ricerca decorativa sulla scia delle idee espresse da Gottfried Semper e da Otto Wagner. Il rivestimento in lastre marmoree è inconsueto per l'artista, che porta avanti l'idea di superfici intonacate e lisce (si veda il Sanatorio di Purkersdorf), indagando l'idea della cortina pendente e del rivestimento tessile, ma al contempo riducendo al minimo la decorazione. Questa è stesa in maniera uniforme, le commettiture allineate in maniera da sottolineare la sua funzione non strutturale ma eminentemente decorativa. La dimensione delle lastre cambia per incontrare quella delle aperture, sottolineandole. 
Il rivestimento (vedi: Sanatorio di Purkersdorf: Rivestimento) è applicato senza l'ausilio di chiodi o borchie, con l'intento di creare un'unica superficie. L'elemento di coesione è la cornice in metallo brunito che delinea le grandi superfici, come fosse un orlo, una bordatura. Questo riporta al tema semperiano del rivestimento tessile, tema caratteristico degli architetti viennesi di fine ottocento.
La struttura non viene esposta, ma neanche nascosta. Il pilastro, evidente nella hall, è l'unica componente strutturale avvertibile; diventa una leggera asta passante il cui rivestimento marmoreo lo trasforma in elemento decorativo.

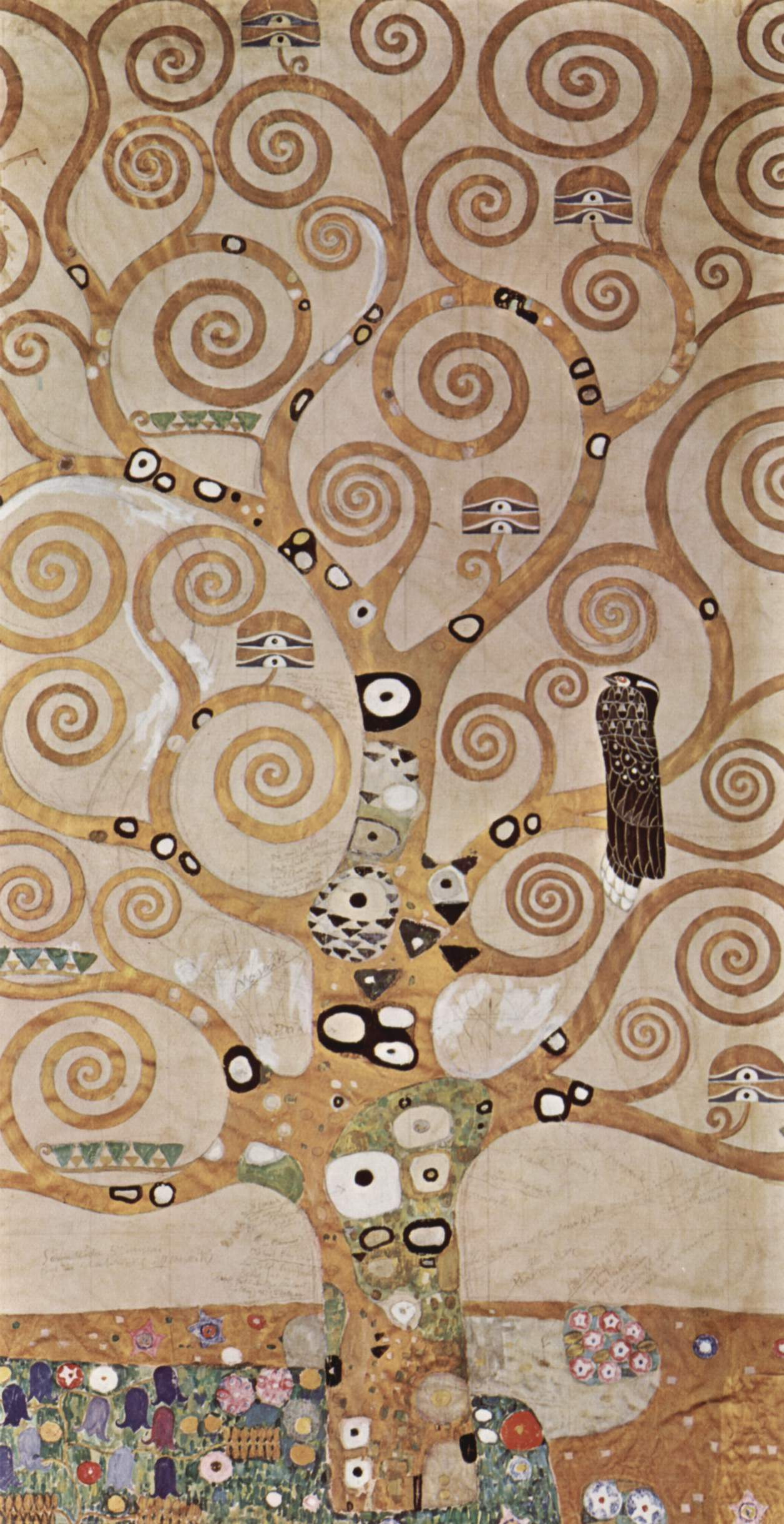
L'albero della vita (1905-1909).